# سمية (فطر)
سُمّيَّة أو فُوْمِس (الاسم العلمي: Fomes)، جنس فطريات خشبية معمرة من فصيلة الدعريات. الأنواع عادًة ما تكون على شكل حافر (ذوات الحوافر).